# Volta a Catalunya de 1983
La Volta a Catalunya de 1983 va ser 63a edició de la Volta Ciclista a Catalunya. Es disputà en 7 etapes del 7 al 14 de setembre de 1983 amb un total de 1270,4 km. El vencedor final fou el català Josep Recio de l'equip Kelme per davant de Faustino Rupérez del Zor-Gemeaz Cusin, i de Julius Thalmann del Cilo-Aufina.
La tercera i la setena etapes estaves dividides en dos sectors. Hi havia dos contrarellotges individuals, una al Pròleg de Llançà i l'altra al segon sector de la setena l'etapa.
Els temps del segon sector de la tercera etapa, no contaven per la general i només valien les bonificacions.
Josep Recio aconseguia, segurament la victòria més important de la seva carrera. El triomf final va raure l'etapa de Manresa on va obtenir un avantatge de temps ja definitiu.

## Etapes
| Etapa  | Data           | Ciutats d'etapa                 | km    | Vencedor de l'etapa     | Líder de la general       |
| ------ | -------------- | ------------------------------- | ----- | ----------------------- | ------------------------- |
| Pròleg | 7 de setembre  | Salou – Salou (CRI)             | 3,8   | Bert Oosterbosch (NED)  | Bert Oosterbosch (NED)    |
| 1a     | 8 de setembre  | Salou – Amposta                 | 194,0 | Frank Hoste (BEL)       | Bert Oosterbosch (NED)    |
| 2a     | 9 de setembre  | Amposta – Lleida                | 168,3 | Ludo Peeters (BEL)      | Bert Oosterbosch (NED)    |
| 3a A   | 10 de setembre | Lleida – Esplugues de Llobregat | 161,5 | Frank Hoste (BEL)       | Jesús Blanco Villar (ESP) |
| 3a B   | 10 de setembre | Barcelona - Barcelona           | 45,0  | Noël Dejonckheere (BEL) | Jesús Blanco Villar (ESP) |
| 4a     | 11 de setembre | Barcelona - Olot                | 172,0 | Ludo Peeters (BEL)      | Ludo Peeters (BEL)        |
| 5a     | 12 de setembre | Olot - Platja d'Aro             | 159,0 | Gilbert Glaus (SUI)     | Ludo Peeters (BEL)        |
| 6a     | 13 de setembre | Girona – Manresa                | 204,0 | Josep Recio (ESP)       | Josep Recio (ESP)         |
| 7a A   | 14 de setembre | Piera – Igualada                | 129,5 | Antoni Coll (ESP)       | Josep Recio (ESP)         |
| 7a B   | 14 de setembre | Igualada – Igualada (CRI)       | 33,3  | Julián Gorospe (ESP)    | Josep Recio (ESP)         |

### Pròleg[1]
07-09-1983: Salou – Salou, 3,8 km. (CRI):
|   | Ciclista                  | Equip      | Temps  |
| - | ------------------------- | ---------- | ------ |
| 1 | Bert Oosterbosch (NED)    | TI-Raleigh | 4' 29" |
| 2 | Jesús Blanco Villar (ESP) | Teka       | + 05"  |
| 3 | Josep Recio (ESP)         | Kelme      | + 11"  |

|   | Ciclista                  | Equip      | Temps  |
| - | ------------------------- | ---------- | ------ |
| 1 | Bert Oosterbosch (NED)    | TI-Raleigh | 4' 29" |
| 2 | Jesús Blanco Villar (ESP) | Teka       | + 05"  |
| 3 | Josep Recio (ESP)         | Kelme      | + 11"  |

### 1a etapa[2]
08-09-1983: Salou – Amposta, 194,0:
|   | Ciclista                | Equip       | Temps      |
| - | ----------------------- | ----------- | ---------- |
| 1 | Frank Hoste (BEL)       | Europ Decor | 5h 37' 36" |
| 2 | Gilbert Glaus (SUI)     | Cilo-Aufina | m. t.      |
| 3 | Noël Dejonckheere (BEL) | Teka        | m. t.      |

|   | Ciclista                  | Equip      | Temps      |
| - | ------------------------- | ---------- | ---------- |
| 1 | Bert Oosterbosch (NED)    | TI-Raleigh | 5h 42' 05" |
| 2 | Jesús Blanco Villar (ESP) | Teka       | + 05"      |
| 3 | Josep Recio (ESP)         | Kelme      | + 11"      |

### 2a etapa[3]
09-09-1983: Amposta – Lleida, 168,3 km.:
|   | Ciclista            | Equip      | Temps      |
| - | ------------------- | ---------- | ---------- |
| 1 | Ludo Peeters (BEL)  | TI-Raleigh | 4h 42' 33" |
| 2 | Theo de Rooij (BEL) | TI-Raleigh | + 11"      |
| 3 | Jesús Guzmán (ESP)  | Kelme      | m. t.      |

|   | Ciclista                  | Equip      | Temps       |
| - | ------------------------- | ---------- | ----------- |
| 1 | Bert Oosterbosch (NED)    | TI-Raleigh | 10h 24' 52" |
| 2 | Jesús Blanco Villar (ESP) | Teka       | + 05"       |
| 3 | Josep Recio (ESP)         | Kelme      | + 11"       |

### 3a etapa A[4]
10-09-1983: Lleida – Esplugues de Llobregat, 161,5 km.:
| Resultat de la 3a etapa \| \| Ciclista \| Equip \| Temps \| \| - \| ------------------------- \| ----------------- \| ---------- \| \| 1 \| Frank Hoste (BEL) \| Europ Decor \| 3h 40' 13" \| \| 2 \| Sergio Santimaria (ITA) \| Del Tongo-Colnago \| m. t. \| \| 3 \| Jesús Blanco Villar (ESP) \| Teka \| m. t. \| |                           |                   |            |
| | Ciclista                  | Equip             | Temps      |
| 1 | Frank Hoste (BEL)         | Europ Decor       | 3h 40' 13" |
| 2 | Sergio Santimaria (ITA)   | Del Tongo-Colnago | m. t.      |
| 3 | Jesús Blanco Villar (ESP) | Teka              | m. t.      |

### 3a etapa B[4]
10-09-1983: Barcelona - Barcelona, 45,0 km.:
|   | Ciclista                | Equip            | Temps             |
| - | ----------------------- | ---------------- | ----------------- |
| 1 | Noël Dejonckheere (BEL) | Teka             | 1h 02' 43" (-15") |
| 2 | Johan Lammerts (NED)    | TI-Raleigh       | m. t. (-12")      |
| 3 | Dirk Krikilion (BEL)    | Safir-Van de Ven | m. t. (-10")      |

|   | Ciclista                  | Equip    | Temps       |
| - | ------------------------- | -------- | ----------- |
| 1 | Jesús Blanco Villar (ESP) | Teka     | 14h 05' 10" |
| 2 | Josep Recio (ESP)         | Kelme    | + 06"       |
| 3 | Julián Gorospe (ESP)      | Reynolds | + 08"       |

### 4a etapa[5]
11-09-1983: Barcelona - Olot, 172,0 km.:
|   | Ciclista                 | Equip      | Temps      |
| - | ------------------------ | ---------- | ---------- |
| 1 | Ludo Peeters (BEL)       | TI-Raleigh | 4h 30' 21" |
| 2 | Josep Lluís Laguía (ESP) | Reynolds   | m. t.      |
| 3 | Vicent Belda (ESP)       | Kelme      | m. t.      |

|   | Ciclista                 | Equip            | Temps       |
| - | ------------------------ | ---------------- | ----------- |
| 1 | Ludo Peeters (BEL)       | TI-Raleigh       | 18h 35' 40" |
| 2 | Josep Lluís Laguía (ESP) | Reynolds         | + 10"       |
| 3 | Álvaro Pino (ESP)        | Zor-Gemeaz Cusin | + 42"       |

### 5a etapa[6]
12-09-1983: Olot - Platja d'Aro, 159,0 km. :
|   | Ciclista             | Equip            | Temps      |
| - | -------------------- | ---------------- | ---------- |
| 1 | Gilbert Glaus (SUI)  | Cilo-Aufina      | 4h 08' 12" |
| 2 | Frank Hoste (BEL)    | Europ Decor      | m. t.      |
| 3 | Dirk Krikilion (BEL) | Safir-Van de Ven | m. t.      |

|   | Ciclista                 | Equip            | Temps       |
| - | ------------------------ | ---------------- | ----------- |
| 1 | Ludo Peeters (BEL)       | TI-Raleigh       | 22h 43' 52" |
| 2 | Josep Lluís Laguía (ESP) | Reynolds         | + 10"       |
| 3 | Álvaro Pino (ESP)        | Zor-Gemeaz Cusin | + 42"       |

### 6a etapa[7]
13-09-1983: Girona – Manresa, 204,0 km.:
|   | Ciclista              | Equip             | Temps     |
| - | --------------------- | ----------------- | --------- |
| 1 | Josep Recio (ESP)     | Kelme             | 5h 41' 27 |
| 2 | Rudy Pevenage (BEL)   | Del Tongo-Colnago | + 04' 48" |
| 3 | Henk Lubberding (NED) | TI-Raleigh        | m. t.     |

|   | Ciclista                  | Equip            | Temps       |
| - | ------------------------- | ---------------- | ----------- |
| 1 | Josep Recio (ESP)         | Kelme            | 28h 26' 44" |
| 2 | Faustino Rupérez (ESP)    | Zor-Gemeaz Cusin | + 04' 56"   |
| 3 | Gerard Veldscholten (NED) | TI-Raleigh       | + 04' 58"   |

### 7a etapa A[8]
14-09-1983: Piera – Igualada, 129,5 km.:
| Resultat de la 7a etapa A \| \| Ciclista \| Equip \| Temps \| \| - \| --------------------------- \| ----------------- \| ---------- \| \| 1 \| Antoni Coll (ESP) \| Teka \| 3h 11' 34" \| \| 2 \| Guido Van Calster (BEL) \| Del Tongo-Colnago \| +29" \| \| 3 \| Miquel Àngel Iglesias (ESP) \| Kelme \| m. t. \| |                             |                   |            |
| | Ciclista                    | Equip             | Temps      |
| 1 | Antoni Coll (ESP)           | Teka              | 3h 11' 34" |
| 2 | Guido Van Calster (BEL)     | Del Tongo-Colnago | +29"       |
| 3 | Miquel Àngel Iglesias (ESP) | Kelme             | m. t.      |

### 7a etapa B[8]
14-09-1983: Igualada – Igualada, 33,3 km. (CRI):
|   | Ciclista               | Equip            | Temps   |
| - | ---------------------- | ---------------- | ------- |
| 1 | Julián Gorospe (ESP)   | Reynolds         | 48' 12" |
| 2 | Julius Thalmann (SUI)  | Cilo-Aufina      | +35"    |
| 3 | Faustino Rupérez (ESP) | Zor-Gemeaz Cusin | +42"    |

|   | Ciclista               | Equip            | Temps       |
| - | ---------------------- | ---------------- | ----------- |
| 1 | Josep Recio (ESP)      | Kelme            | 32h 28' 11" |
| 2 | Faustino Rupérez (ESP) | Zor-Gemeaz Cusin | + 04' 26"   |
| 3 | Julius Thalmann (SUI)  | Cilo-Aufina      | + 04' 27"   |

## Classificació General
|    | Ciclista                  | Equip            | Temps       |
| -- | ------------------------- | ---------------- | ----------- |
| 1  | Josep Recio (ESP)         | Kelme            | 32h 28' 11" |
| 2  | Faustino Rupérez (ESP)    | Zor-Gemeaz Cusin | + 04' 26"   |
| 3  | Julius Thalmann (SUI)     | Cilo-Aufina      | + 04' 27"   |
| 4  | Gerard Veldscholten (NED) | TI-Raleigh       | + 04' 34"   |
| 5  | Pedro Delgado (ESP)       | Reynolds         | + 05' 01"   |
| 6  | Julián Gorospe (ESP)      | Reynolds         | + 06' 05"   |
| 7  | Henk Lubberding (NED)     | TI-Raleigh       | + 06' 07"   |
| 8  | Josep Lluís Laguía (ESP)  | Reynolds         | + 06' 43"   |
| 9  | Faustino Cueli (ESP)      | Teka             | + 07' 02"   |
| 10 | Vicent Belda (ESP)        | Kelme            | + 07' 07"   |

## Classificacions secundàries
|   | Ciclista                 | Equip            | Punts    |
| - | ------------------------ | ---------------- | -------- |
| 1 | Ángel Ocaña (ESP)        | Zor-Gemeaz Cusin | 49 punts |
| 2 | Josep Lluís Laguía (ESP) | Reynolds         | 39 punts |
| 3 | Álvaro Pino (ESP)        | Zor-Gemeaz Cusin | 23 punts |

|   | Ciclista              | Equip            | Punts    |
| - | --------------------- | ---------------- | -------- |
| 1 | Ronny Van Holen (BEL) | Safir-Van de Ven | 36 punts |
| 2 | Patrick Cocquyt (BEL) | Safir-Van de Ven | 39 punts |
| 3 | Ángel Ocaña (ESP)     | Zor-Gemeaz Cusin | 12 punts |

|   | Ciclista            | Equip       | Punts    |
| - | ------------------- | ----------- | -------- |
| 1 | Frank Hoste (BEL)   | Europ Decor | 41 punts |
| 2 | Gilbert Glaus (SUI) | Cilo-Aufina | 24 punts |
| 3 | Ludo Peeters (BEL)  | TI-Raleigh  | 23 punts |

|   | Equip            | Nacionalitat  | Temps        |
| - | ---------------- | ------------- | ------------ |
| 1 | TI-Raleigh       | Països Baixos | 100h 49' 50" |
| 2 | Reynolds         | Espanya       | + 48"        |
| 3 | Zor-Gemeaz Cusin | Espanya       | + 56"        |